# حوا (مجموعه تلویزیونی)
حوا (کره‌ای: 이브؛ انگلیسی: Eve) یک مجموعه تلویزیونی محصول کره جنوبی در سال ۲۰۲۲ با بازی سو یه جی، پارک بیونگ اون، یو سون و لی سانگ یوب است. این مجموعه از ۱ ژوئن تا ۲۱ ژوئیه ۲۰۲۲ روزهای چهارشنبه و پنجشنبه ساعت ۲۲:۳۰ (کی‌اس‌تی) از تی‌وی‌ان پخش شد.

## خلاصه داستان
لی را ال (سو یه جی) از پدری نابغه و مادری زیبا متولد شد. پدر او در کودکی‌اش به قتل میرسد و خانواده‌اش خیلی زود نابود می‌شود. لی را ال تصمیم میگیرد از افراد قدرتمندی که مسئول مرگ پدرش بودند انتقام بگیرد و خود را برای سیزده سال آینده آماده میکند.

## بازیگران

### اصلی
- سو یه جی در نقش لی را ال[۵]
- پارک بیونگ اون در نقش کانگ یون گیوم[۶]
- یو سون در نقش هان سو را[۷]
- لی سانگ یوب در نقش سو اون پیونگ[۷]

## تولید
در ۲۱ نوامبر ۲۰۲۱، اعلام شد که فیلم‌برداری این مجموعه آغاز شده‌است و برای پخش در نیمهٔ اول سال ۲۰۲۲ برنامه‌ریزی شده‌است. در ۲۵ فوریهٔ ۲۰۲۲، تصویری از جلسهٔ فیلم‌نامه خوانی منتشر شد.
اولین نمایش حوا در ۲۵ مهٔ ۲۰۲۲ برنامه‌ریزی شده بود، اما به دلیل بهبود کیفیت سریال، یک هفته به تعویق افتاد.